# Beatriz Albuquerque
Beatriz Albuquerque (1983), é uma artista portuguesa que desenvolve práticas interdisciplinares entre a performance e o multimédia e que foi galardoada, entre outros, Prémio de Performance Ambient Series, PAC/edge Performance Festival, Chicago, o prémio revelação da 17ª Bienal de Cerveira (Portugal) e com o Myers Art Prize da Universidade de Columbia (New York).

## Percurso
Beatriz Albuquerque obteve a sua licenciatura na Faculdade de Belas Artes da Universidade do Porto.
Beatriz Albuquerque viveu e trabalhou grande parte parte da sua vida entre o Porto e Nova Iorque onde concluiu o mestrado (MFA) na The School of the Art Institute of Chicago.
Em 2004 participou no Centro Galego de Arte Contemporânea (CGAC) da workshop Cleaning the House dada por Marina Abramovic na Alemanha, onde foi convidada para fazer parte do “Independent Performance Group” (IPG) em Nova Iorque. Nesse mesmo ano entrou para o The School of the Art Institute of Chicago. 
Em 2018 acabou o Doutoramento na Columbia University em Nova Iorque, tendo adquirido uma bolsa Fulbright e outra da Fundação da Ciência e Tecnologia (FCT).
O seu trabalho é interdisciplinar, com foco principal na performance, mas também com recurso à fotografia, video, desenho e à instalação.

## Obra
"Work for Free" (2005), iniciado em Chicago, foi realizado em diversas cidades, como por exemplo, Festival Figment de Nova Iorque e a Bienal de Salónica, na Grécia. Albuquerque ofereceu o seu trabalho de criação de forma gratuita, num total de 183 obras de arte personalizadas para o público.
Em 2012, Antoni Manfredi, director do Museu Internacional de Arte Contemporânea de Casoria (Itália), conduziu uma cerimónia pública de destruição de algumas obras de arte da sua instituição, incluindo uma obra de Beatriz Albuquerque com o titulo "ACTivismo" que tinha sido exibida no Chelsea Art Museum (Nova Iorque). No mesmo ano, em Art Protester 12", foram divulgados os seus vídeos "ACTivism 1", "ACTivism 2", "ACTivism 3", ""ACTivism 4", "ACTivism 5", "ACTivism 6", "ACTivism 7", "ACTivism 8", "ACTivism 9", "ACTivism 10".
Em 2013 apresenta na 17ª Bienal de Cerveira o projecto de performance e instalação “Crisis of Luck”, em resposta à crise em Portugal e na Europa, tendo envolvido esculturas, fotografias, vídeos e comida. Ela ganha o Prémio Revelação na Bienal. Neste mesmo ano, apresenta uma instalação denominada "Crisis of Luck", na Galeria Macy em Nova Iorque.
No ano seguinte, realiza "Action Game", composta por um jogo de roleta, com objetos impressos e moldados em três dimensões, como uma arma de cerâmica ou uma bala gigante, premiada com o Myers Art Prize: Cross Media Art", da Universidade de Columbia. Ainda em 2014 apresenta uma variação do projeto "Crise na Fortuna" na ArtCenter/South Flórida, em Miami.
Em 2017 exibiu, em Nova Iorque no "Performance Mix Festival 2017", um vídeo-instalação posicionado na entrada da galeria.
Em 2018 apresentou o seu novo projecto "Dr. Artist" de performance, video e instalação no Museu Nacional Soares dos Reis. e em Lisboa na Plataforma Revolver em 2021.
Em 2022 Beatriz Albuquerque idealizou o projecto Wonder Memories que é um projeto no qual são mapeadas, documentadas e divulgadas as memórias da diáspora portuguesa no mundo. São intenções do projeto a história viva das comunidades e do local, a riqueza das experiências, a herança viva, a materialidade durável e a imaterialidade, a rastreabilidade portuguesa, com trocas de opiniões e diálogos com a artista e os emigrantes do país anfitrião. Este projeto foi apresentado em diversos media, como a performance, instalação, cianótipos, videoarte, livros de artista, cartazes e grafites. Começou em Lille-Roubaix-Tourcoing, França (2022), Nova Iorque, New Jersey, EUA (2023) e recentemente no Porto (2024).
Em 2025 mostrou em Portugal os seus estudos e desenhos dos seus projectos e performance com a exposição individual "Dia & Noite" na Galeria Graça Brandão. Beatriz Albuquerque realizou 2 performances durante a sua exposição, que aconteceram a 18 Abril e a 23 Maio.]
COLABORAÇÕES
Em 2010, em colaboração com Albuquerque Mendes, realizou a segunda performance conjunta para o Museu de Arte Contemporânea de Serralves, no Porto, intitulada "Love me Tender" e apresentada no âmbito do Festival Trama. Em 2016, realizou a performance "Sombras" no Coliseu do Porto, sobre a temática do Holocausto e da II Guerra Mundial. A seguir continuaram a colaborar em várias performances, um outro exemplo é a performance deles chamada "Circulo Mágico" no Museu de Vila Velha em Vila Real, e que foi um tributo ao pintor João Dixo. Este duo realizou a residência artística CAMPUS Paulo Cunha e Silva em 2022 Em 2024 realizou uma performance com o] titulo Escrito no Futuro, inserido na exposição Pré/Pós - Declinações visuais do 25 de Abril no Auditório do Museu da Fundação de Serralves.

### Residências Artísticas
Residências artísticas de maior relevância que desenvolveu:
- Project: Work For Free, The Institute for Community Understanding Between Art and The Everyday, InCUBATE Residency em Chicago, EUA (2007)
- ArtFarm Residency no Nebraska, EUA (2015)
- CAMPUS Paulo Cunha e Silva (2022)
- Viarco & Oliva, S. João da Madeira - Portugal (2023)
- LAC, MUD Foundation, Miami - USA (2023)

### Exposições individuais e colectivas
Algumas das exposições em que participou:
- Museu de Arte Contemporânea de Chicago
- Chicago Cultural Center
- 10ª Bienal Internacional de Istambul, Turquia
- 2º Bienal de Arte Contemporânea de Salónica, Grécia
- MUBE - Museu Brasileiro de Escultura, São Paulo, Brasil
- Museu Nacional do Gana
- Museu de Arte Contemporânea de Bogotá, Colômbia
- Museu de Arte Contemporânea de Caracas, Venezuela
- Chelsea Art Museum, Nova Iorque
- The Kitchen, Nova Iorque[17]
- Emily Harvey Foundation, Nova Iorque
- Anthology Film Archives, Nova Iorque
- Queens Museum, Nova Iorque
- MoMA PS1, Nova Iorque

## Reconhecimentos e Prémios
Em 2005 foi-lhe atribuído o prémio de distinção Ambient Series, PAC/Edge Performance Festival, em Chicago, EUA, com a performance duracional “Question YorSELF”, na qual faz uma crítica à sociedade americana.
Em 2011, a revista especializada "Flash Art 281", nomeou Beatriz Albuquerque como uma das 100 artistas do mundo mais relevantes com idade inferior a 45 anos.
Em 2013 recebeu o Prémio Revelação pela 17ª Bienal de Cerveira, Portugal.
Foi distinguida em 2014 com o Prémio "Myers Art Prize: Cross Media Art", da Universidade de Columbia, Nova Iorque, EUA.